# Архивист США

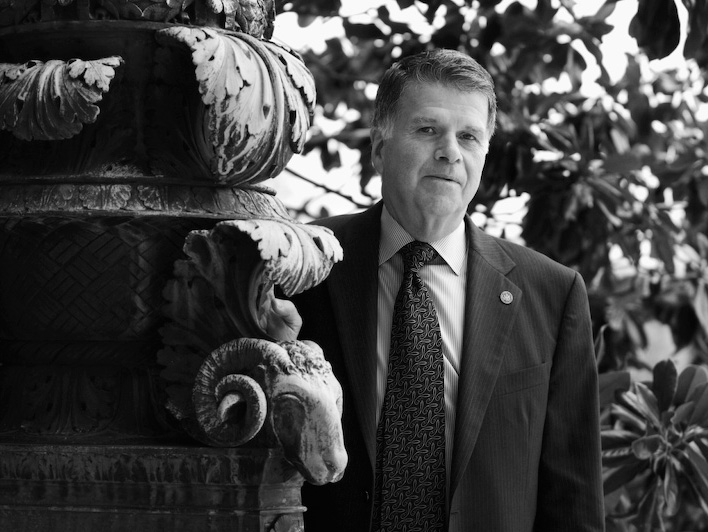
Дэвид Феррьеро

Архивист Соединённых Штатов (англ. Archivist of the United States) — должностное лицо в США, осуществляющего хранение всех законодательных актов, принятых Конгрессом США, их объединение в Большой свод законодательства США и предоставление в публичное пользование. Должность учреждена в 1934 году вместе с учреждением Национального архива.
С 1 апреля 1985 года Национальная администрация архивов и записей (англ. National Archives and Records Administration) превратилась в независимое агентство. Десятый по счёту архивист Дэвид Феррьеро был приведён к присяге 6 ноября 2009 года и занимал должность до 30 апреля 2022 года. С 17 мая 2023 года исполняющей обязанности архивиста является Коллин Шоган.

## Список архивистов США
Должность занимали:
 Исполняющие обязанности архивиста
| №  | Фото | Имя                          | Начало срока     | Конец срока      | Президент(ы)                                              |
| -- | ---- | ---------------------------- | ---------------- | ---------------- | --------------------------------------------------------- |
| 1  |      | Роберт Диггс Уимберли Коннор | 10 октября 1934  | 15 сентября 1941 | Франклин Делано Рузвельт                                  |
| 2  |      | Солон Джей Бак               | 18 сентября 1941 | 31 мая 1948      | Франклин Делано Рузвельт Гарри Трумэн                     |
| 3  |      | Уэйн Гровер                  | 2 июня 1948      | 6 ноября 1965    | Гарри Трумэн Дуайт Эйзенхауэр Джон Кеннеди Линдон Джонсон |
| 4  |      | Роберт Бамер                 | 7 ноября 1965    | 9 марта 1968     | Линдон Джонсон                                            |
| 5  |      | Джеймс Роадс                 | 10 марта 1968    | 31 августа 1979  | Линдон Джонсон Ричард Никсон Джеральд Форд Джимми Картер  |
| -  |      | Джеймс О’Нилл                | 1 сентября 1979  | 23 июля 1980     | Джимми Картер                                             |
| 6  |      | Роберт Уорнер                | 24 июля 1980     | 15 апреля 1985   | Джимми Картер Рональд Рейган                              |
| -  |      | Фрэнк Бёрк                   | 16 апреля 1985   | 4 декабря 1987   | Рональд Рейган                                            |
| 7  |      | Дон Уилсон                   | 4 декабря 1987   | 24 марта 1993    | Рональд Рейган Джордж Буш-старший Билл Клинтон            |
| -  |      | Труди Хаскемп Питерсон       | 25 марта 1993    | 29 мая 1995      | Билл Клинтон                                              |
| 8  |      | Джон Карлин                  | 30 мая 1995      | 15 февраля 2005  | Билл Клинтон Джордж Буш-младший                           |
| 9  |      | Аллен Вейнстейн              | 16 февраля 2005  | 19 декабря 2008  | Джордж Буш-младший                                        |
| -  |      | Эдриенн Томас                | 19 декабря 2008  | 5 ноября 2009    | Джордж Буш-младший Барак Обама                            |
| 10 |      | Дэвид Феррьеро               | 6 ноября 2009    | 30 апреля 2022   | Барак Обама Дональд Трамп Джо Байден                      |
| -  |      | Дебра Уолл                   | 1 мая 2022       | май 2023         | Джо Байден                                                |
| 11 |      | Коллин Шоган                 | 17 мая 2023      | в должности      | Джо Байден                                                |

1. ↑  С 7 ноября 1965 по 16 января 1966 — исполняющий обязанности
2. ↑  С 10 марта 1968 по 2 мая 1968 — исполняющий обязанности